# Kasteel van Vosselare
Het Kasteel van Vosselare (ook: Hof Ter Mere) is een kasteel in de tot de Oost-Vlaamse gemeente Deinze behorende plaats Vosselare, gelegen aan Meirstraat 7, 13.

## Geschiedenis
De geschiedenis van het kasteel gaat zeker terug tot halverwege de 14e eeuw, toen het in bezit was van de familie Ter Mere. In de 17e eeuw werd het beschreven als een volwaardig omgracht kasteel met opperhof en neerhof, duiventoren, boomgaarden en dergelijke. Het kasteel werd in de 16e en 18e eeuw gewijzigd. De laatste heer van Meere was Pierre baron du Bois dit van den Bossche de Herdesem (1741-1799) die de heerlijkheid van zijn moeder erfde, net als de baronie van Herdersem. In 1856 en 1873 werd het kasteel verbouwd in opdracht van het echtpaar jhr. Geeorges de Kerchove d'Ousselghem (1803-1881), burgemeester van Vosselaere, en jkvr. Clémentine du Bois dit van den Bossche (1808-1901, laatste van haar geslacht en kleindochter van de laatste heer van Meere), dat er na hun huwelijk in 1843 kwam wonen. Architect was Louis Minard.
Het kasteel werd tijdens de Eerste Wereldoorlog vernieuwd en herbouwd in 1923-1924 naar ontwerp van Van Herrewege-De Wilde. Tijdens de Tweede Wereldoorlog werd nog een toren afgebroken.

## Gebouw
Het omgrachte kasteel heeft een vrijwel vierkante plattegrond, drie bouwlagen en een mansardedak. Van belang is een bakstenen duiventoren op een eilandje in de vijver, waarin in 1830 de gotische koorvensters van de voormalige parochiekerk van Vosselare werden verwerkt. De ijskelder is van 1848.
Op nummer 9 zijn 19e eeuwse dienstgebouwen en stallen te vinden, en op nummer 13 bevindt zich de neerhof van 1859.